# Edgware Town
Der Edgware Town Football Club ist ein englischer Fußballverein aus Edgware, Greater London. Der Klub wurde im Jahr 1939 gegründet und spielt in der Spartan South Midlands Football League.

## Vereinsgeschichte
Der Verein wurde im Jahr 1939 gegründet und nahm am Spielbetrieb der Middlesex Senior League teil, bis er zur Saison 1946/47 der Corinthian League beitrat. Im Jahr 1948 verzeichnete der Verein den Gewinn des Middlesex Senior Cups. Als sich die Corinthian League zur Saison 1963/64 auflöste, wechselte der Verein wie zahlreiche andere Klubs in die Athenian League, in der man sofort den Meistertitel der Division One errang und in die Premier Division der Athenian League aufstieg. Nachdem die Athenian League 1984 ebenfalls ihren Spielbetrieb einstellte, wechselte der 1970 in Edgware FC umbenannte Klub in die London Spartan League. 1987 erfolgte die Rückbenennung in Edgware Town FC. Nachdem 1982 und 1988 der Aufstieg in die Isthmian League wegen der nicht ausreichenden Spielstätte verweigert wurde, gelang schließlich 1990 der Aufstieg. Bis 2006 spielte Edgware in den unteren Staffeln der Isthmian League, bevor man im Zuge einer Ligareform in die Spartan South Midlands Football League, aus der man mit drei Titeln bestückt bereits ein Jahr später wieder in die Isthmian League aufstieg. Nach dem Ende der Saison 2007/08 musste der Verein in Ermangelung einer Spielstätte bis auf weiteres den Spielbetrieb einstellen. Seit der Spielzeit 2014/15 tritt der Klub wieder in den Spielklassen der Spartan South Midlands Football League an.

## Meisterschaften und Pokalsiege
- Isthmian League
  - Meister Division Three 1991/92
- Spartan South Midlands League
  - Meister Premier Division 2006/07
  - Pokalsieger Premier Cup 2006/07
  - Pokalsieger Challenge Cup 2006/07
- London Spartan League
  - Meister Premier Division 1987/88, 1989/90
  - Pokalsieger League Cup 1987/88
- Corinthian League
  - Pokalsieger Memorial Shield 1952/53, 1961/62
- Middlesex Senior League
  - Meister 1939/40, 1943/44, 1944/45, 1945/46
- Middlesex Senior Cup
  - Pokalsieger 1947/48